# 水産業協同組合法
水産業協同組合法（すいさんぎょうきょうどうくみあいほう、昭和23年12月15日法律第242号）は、漁民および水産加工業者の協同組織の発達を促進し、もってその経済的社会的地位の向上と水産業の生産力の増進とを図り、国民経済の発展を期することに関する日本の法律である。

## 構成
- 第一章　総則（第1条―第10条）
- 第二章　漁業協同組合
  - 第一節　事業（第11条―第17条）
  - 第二節　共済契約に係る契約条件の変更（第17条の2―第17条の13）
  - 第三節　子会社等（第17条の14・第17条の15）
  - 第四節　組合員（第18条―第31条の2）
  - 第五節　管理（第32条―第58条の3）
  - 第六節　設立（第59条―第67条の2）
  - 第七節　解散及び清算（第68条―第77条）
- 第三章　漁業生産組合
  - 第一節　事業（第78条）
  - 第二節　組合員、管理、設立、解散及び清算（第78条―第86条）
  - 第三節　組織変更（第86条の2―第86条の13）
- 第四章　漁業協同組合連合会（第87条―第92条）
- 第五章　水産加工業協同組合（第93条―第96条）
- 第六章　水産加工業協同組合連合会（第97条―第100条）
- 第六章の二　共済水産業協同組合連合会（第100条の2―第105条）
- 第七章　特定信用事業代理業（第106条―第109条）
- 第七章の二　特定信用事業電子決済等代行業（第110条―第117条）
- 第七章の三　指定紛争解決機関（第118条―第121条）
- 第八章　監督（第122条―第125条）
- 第九章　雑則（第126条―第127条の7）
- 第十章　罰則（第128条―第134条）
- 第十一章　没収に関する手続等の特例（第135条―第137条）
- 附則